# Zegrze (gmina)
Zegrze – dawna gmina wiejska istniejąca do 1954 roku w woj. warszawskim. Siedzibą gminy było do lat 1930. Zegrze, lecz po włączeniu jego do gminy Nieporęt powiecie warszawskim, siedzibą gminy Zegrze zostało miasto Serock.

## Historia
Gmina zbiorowa Zegrze z siedzibą w Zegrzu powstała w związku z reformą gminą Królestwa Polskiego w 1867 roku. Gmina należała do powiatu pułtuskiego w guberni łomżyńskiej (od 1893 w guberni warszawskiej). 31 maja 1870 do gminy przyłączono pozbawiony praw miejskich Serock, odłączając równocześnie kilka wsi na korzyść gminy Somianka. 
16 marca 1916, w związku z reorganizacją administracyjną terenów Królestwa Polskiego pod okupacją niemiecką podczas I wojny światowej większą część gminy Zegrze (na zachód od Narwi) włączono do powiatu warszawskiego. Równocześnie do gminy Zegrze  przyłączono wsie Budy Pobyłkowskie, Wólka Zaleska i Zalesie Borowe z gminy Gzowo w powiecie pułtuskim. Po odzyskaniu przez Polskę niepodległości w woj. warszawskim, Budy Pobyłkowskie, Wólka Zaleska i Zalesie Borowe zachowały przynależność do gminy Zegrze, jednak gminę Zegrze włączono z powrotem do powiatu pułtuskiego, gdzie została zintegrowana ponownie z jej wschodnionarwiańskimi terytoriami.
W okresie międzywojennym gmina należała do województwa warszawskiego. 1 stycznia 1923 od gminy Zegrze odłączono ponownie Serock (wraz z 23 morgami gruntów rządowych między Serockiem a Fortami Napoleona), któremu przywrócono status miasta.
20 października 1933 gminę Zegrze podzielono na 34 gromad (sołectw): Borowa Góra, Budy Pobyłkowskie, Dębe, Dębinki, Gąsiorowo, Guty, Henrysin, Huta Podgórna, Izbica, Jachranka, Jadwisin, Janki, Kania Nowa, Kania Polska, Karolino, Kępiaste, Ludwinowo Dębskie, Ludwinowo-Zegrzyn, Łacha, Marynino, Nowawieś, Popowo Kościelne, Skubianka, Stanisławowo, Stasilas, Szadki, Wielęcin, Wielęcin Nowy, Wierzbica, Wola Kiełpińska, Wola Smolana, Wólka Zaleska, Zabłocie i Zalesie Borowe
Równocześnie osada wojskowa Zegrze oraz folwark Zegrze-Park weszły w skład gromady Zagroby w gminie Nieporęt w powiecie warszawskim (gromada ta objęła folwark Zegrze-Park, osadę wojskową Zegrze – zarówno północną jak  południowa część, wieś Rybaki i wieś Zagroby). Po przeniesieniu Zegrza do powiatu warszawskiego, gmina Zegrze została pozbawiona siedziby, przez co przeniesiono została ona do Serocka (co prawda też poza gminą Zegrze, lecz w tym samym – pułtuskim – powiecie).
Po wojnie gmina zachowała przynależność administracyjną. 1 lipca 1946 utworzono gromadę Dosin z części obszaru gromady Skubianka. Powstała też nowa gromada Bolesławowo (w miejsce gromady Ludwinowo Dębskie) oraz nowa gromada Święciennica z części obszaru gromady Zabłocie, natomiast  gromdę Wielęcin Nowy włączono do gromady Huta Podgórna a gromadę Henrysin do gromady Wielęcin (brak informacji dokładanie kiedy).
1 lipca 1952 roku:
- gromady Gąsiorowo, Huta Podgórna, Janki, Popowo Kościelno, Popowo Folwark i Wielęcin włączono do gminy Zatory w powiecie pułtuskim;
- pozostały obszar gminy Zegrze  włączono do nowo utworzonego powiatu nowodworskiego w tymże województwie.

Według stanu z 1 lipca 1952 gmina Zegrze składała się z 29 gromad: Bolesławowo, Borowa Góra, Budy Pobyłkowskie, Dębe, Dębinki, Dosin, Guty, Izbica, Jachranka, Jadwisin, Kania Nowa, Kania Polska, Karolino, Kępiaste, Ludwinowo-Zegrzyn, Łacha, Marynino, Nowawieś, Skubianka, Stanisławowo, Stasilas, Szadki, Święciennica, Wierzbica, Wola Kiełpińska, Wola Smolana, Wólka Zalewska, Zabłocie i Zalesie Borowe
Gminę zniesiono 29 września 1954 wraz z reformą wprowadzającą gromady w miejsce gmin. Jej obszar podzielono między nowe gromady: Borowa Góra, Łacha i Wola Kiełpińska w powiecie nowodworskim, oraz do gromady Pobyłkowo Duże w powiecie pułtuskim.
Jednostki nie przywrócono 1 stycznia 1973 roku po reaktywowaniu gmin, utworzono natomiast gminę Serock.